# Reondo
Reondo ist ein Dorf in der  Parroquia Villoria der Gemeinde Laviana in der autonomen Region Asturien in Spanien.

## Geographie
Reondo ist ein Dorf mit 8 Einwohnern (2011). Es liegt auf 413 msnm.
Reondo ist 7,8 km von Pola de Laviana, dem Hauptort der  Gemeinde Laviana entfernt. Das Straßendorf geht fließend in den Ort Redondina über. Es ist Ausgangspunkt für Wanderungen in den nahen Naturpark.

## Wirtschaft
Seit alters her wird Kohle und Eisen  in der Region abgebaut, heute baut noch die Tourismusindustrie daran auf. Die Land- und Forstwirtschaft prägt seit jeher die Region.

## Klima
Angenehm milde Sommer mit ebenfalls milden, selten strengen Wintern. In den Hochlagen können die Winter durchaus streng werden.